# GTF2E1
GTF2E1 (англ. General transcription factor IIE subunit 1) – білок, який кодується однойменним геном, розташованим у людей на короткому плечі 3-ї хромосоми.  Довжина поліпептидного ланцюга білка становить 439 амінокислот, а молекулярна маса — 49 452.
| 10         |  | 20         |  | 30         |  | 40         |  | 50         |
| ---------- |  | ---------- |  | ---------- |  | ---------- |  | ---------- |
| MADPDVLTEV |  | PAALKRLAKY |  | VIRGFYGIEH |  | ALALDILIRN |  | SCVKEEDMLE |
| LLKFDRKQLR |  | SVLNNLKGDK |  | FIKCRMRVET |  | AADGKTTRHN |  | YYFINYRTLV |
| NVVKYKLDHM |  | RRRIETDERD |  | STNRASFKCP |  | VCSSTFTDLE |  | ANQLFDPMTG |
| TFRCTFCHTE |  | VEEDESAMPK |  | KDARTLLARF |  | NEQIEPIYAL |  | LRETEDVNLA |
| YEILEPEPTE |  | IPALKQSKDH |  | AATTAGAASL |  | AGGHHREAWA |  | TKGPSYEDLY |
| TQNVVINMDD |  | QEDLHRASLE |  | GKSAKERPIW |  | LRESTVQGAY |  | GSEDMKEGGI |
| DMDAFQEREE |  | GHAGPDDNEE |  | VMRALLIHEK |  | KTSSAMAGSV |  | GAAAPVTAAN |
| GSDSESETSE |  | SDDDSPPRPA |  | AVAVHKREED |  | EEEDDEFEEV |  | ADDPIVMVAG |
| RPFSYSEVSQ |  | RPELVAQMTP |  | EEKEAYIAMG |  | QRMFEDLFE  |  |            |

A: Аланін

C: Цистеїн

D: Аспарагінова кислота

E: Глутамінова кислота

F: Фенілаланін

G: Гліцин

H: Гістидин

I: Ізолейцин

K: Лізин

L: Лейцин

M: Метіонін

N: Аспарагін

P: Пролін

Q: Глутамін

R: Аргінін

S: Серин

T: Треонін

V: Валін

W: Триптофан

Кодований геном білок за функцією належить до фосфопротеїнів. 
Задіяний у таких біологічних процесах як взаємодія хазяїн-вірус, транскрипція, регуляція транскрипції, поліморфізм, ацетиляція. 
Білок має сайт для зв'язування з іонами металів, іоном цинку. 
Локалізований у ядрі.